# Palazzo Pathé
Il Palazzo Pathé, noto anche come Casa Felisari, è un edificio storico di Milano situato in via Luigi Settembrini n. 11.

## Storia
Il palazzo venne eretto verso il 1910 secondo il progetto dell'architetto Giulio Ulisse Arata. Ha ospitato per vari anni la sede della filiale italiana della società cinematografica francese Pathé. 
L'edificio è stato sottoposto a un restauro delle facciate tra il 2017 e il 2018.

## Descrizione
L'edificio occupa un lotto d'angolo all'incrocio tra la via Luigi Settembrini e la via Ruggero Boscovich nel centro di Milano, a poca distanza dalla stazione di Milano Centrale.
Il palazzo presenta uno stile liberty dalle influenze medievaleggianti. Le facciate sono realizzate in mattoni a vista e sono caratterizzate da mosaici e decorazioni in cemento. Gli elaborati ferri battuti delle inferriate e dei cancelli sono opera di Alessandro Mazzucotelli.